# Gustave Simonau
 (janvier 2019).
Gustave Simonau, né le 10 juin 1810 à Bruges et mort le 10 juillet 1870 à Bruxelles, est un aquarelliste et lithographe belge.

## Biographie
Il est formé dans l'atelier de son père Pierre Simonau, qui édite ses lithographies (rue Royale Neuve en 1830). Jean-Baptiste Madou dessine les personnages sur certaines lithographies de Gustave Simonau (par ex. La porte de Schaerbeek à l'entrée de la rue Royale, pendant la journée du 23 septembre 1830, Entrée du parc du côté de la Place royale et Combat de la rue de Louvain, derrière les Etats-Généraux pendant la journée du 23 septembre 1830.
En 1847, Simonau fonde la firme Simonau & Toovey, après la reprise du fonds du lithographe Pierre Degobert, inventorié par sa veuve.
Simonau est l'époux d'Anne Toovey (Canterbury, 1820-?), lithographe, sœur de William, qui devient l'associé de Gustave Simonau dans leur atelier bruxellois, au 3, rue de la Pompe. C'est William Toovey, issu d'une famille de graveurs et d'imprimeurs, qui anime le côté photomécanique de l'établissement.

## Honneur
Chevalier de l'ordre de Léopold (Belgique, 5 octobre 1866).